# Стадион Мадејски
Стадион Мадејски (енгл. Madejski Stadium) је фудбалски стадион у Редингу, Енглеска. Стадион Мадејски је дом ФК Рединга од отварања 1998. године, као и рагби јунион клубу Лондон ајриш од 2000. године. Стадион носи име по председнику Рединга Сер Џону Мадејском. Укупан капацитет стадиона је 24.161 седећих места.

## Историја
Рединг се још 1896. скућио на Елм парку, чију изградњу су већим делом финансирали симпатизери клуба.
Након Хејселске трагедије, Тејлоров извештај из 1994. је препоручивао да сви стадиони у највише две енглеске лиге испуњавају највише безбедносне стандарде и да све трибине буду покривене седиштима, па је Рединг почео са плановима за изградњу новог стадиона јер је реновирање старог Елм парка било непрактично. Елм парк је срушен исте године кад је отворен нови стадион, а на његовом месту је изграђено стамбено насеље.
За нови стадион изабрана је локација у Смолмеду (Smallmead), јужном делу града, где је за једну фунту купљено земљиште бивше депоније, под условом да изградња стадиона обухвата и делимично финансирање обнове А33 пута. Проширење клупског стадиона је омогућило и додатне комерцијалне могућности (објекте за рекреацију) и заједничко коришћење стадиона са другим клубовима (као што су рагби клубови Ричмонд (1998—1999) и Лондон ајриш (потписан уговор за коришћење до 2026)).
Стадион Мадејски је званично отворен 22. августа 1998. утакмицом против Лутон тауна (3:0), а историјски први гол је постигао Грант Бребнер. Изградња стадиона је коштала око 50 милиона фунти.
Након уласка Рединга у Премијер лигу у сезони 2012/13, оборен је рекорд за највећу посећеност. Рекордна посета од 24.184 гледалаца (мало преко званичног капацитета) је забележена 17. новембра 2012. у премијерлигашкој утакмици против Евертона.
Рекордна посета на рагби утакмици забележена је на мечу Лондон Ајриш-Воспс 16. марта 2008, када је било 23.709 љубитеља рагбија.